# Акжаїцький район
Акжаї́цький район (каз. Ақжайық ауданы, рос. Акжаикский район) — адміністративна одиниця у складі Західноказахстанської області Казахстану. Адміністративний центр — село Чапаєв.

## Населення
Населення — 36199 осіб (2021; 42971 у 2009, 50773 у 1999, 52110 у 1989).
Національний склад (станом на 2014 рік):
- казахи — 39138 осіб (95,4 %)
- росіяни — 1533 особи (3,7 %)
- татари — 121 особа (0,3 %)
- українці — 63 особи (0,2 %)
- білоруси — 24 особи (0,1 %)
- німці — 8 осіб (0,0 %)
- інші — 140 осіб (0,3 %)

## Історія
Район утворений 1928 року як Лбіщенський район. У період 1930-1931 років район не існував, територія перебувала у складі Тайпацького району. 1939 року район перейменовано в Чапаєвський район. 7 травня 1997 року до складу Чапаєвського району увійшов ліквідований Тайпацький район (Алмалинський, Базартобинський, Базаршоланський, Єсенсайський, Карауилтобинський, Курайлисайський, Саритогайський, Тайпацький сільські округи), район отримав сучасну назву. 27 травня того ж року частина території була передана до складу Теректинського району — Акжаїцький, Аксогимський, Анкатинський, Конеккеткинський, Шагатайський та Шалкарський сільські округи. 2013 року до складу району було повернуто Конеккеткенський сільський округ.

## Склад
До складу району входять 18 сільських округів:
| Поселення                         | Площа, км² | Населення, осіб (1989) | Населення, осіб (1999) | Населення, осіб (2009) | Населення, осіб (2021) | Центр               | К-ть НП |
| --------------------------------- | ---------- | ---------------------- | ---------------------- | ---------------------- | ---------------------- | ------------------- | ------- |
| Акжольський сільський округ       | 1443,43    | 2656                   | 2813                   | 2559                   | 2139                   | Лбіщенське          | 4       |
| Аксуатський сільський округ       | 1360,01    | 1464                   | 1355                   | 964                    | 763                    | Аксуат              | 2       |
| Алгабаський сільський округ       | 1581,79    | 3251                   | 2902                   | 2447                   | 1756                   | Алгабас             | 5       |
| Алмалинський сільський округ      | 2257,42    | 2348                   | 2617                   | 2281                   | 1847                   | Алмали              | 3       |
| Базартобинський сільський округ   | 1588,82    | 2371                   | 2474                   | 2100                   | 1303                   | Базартобе           | 3       |
| Базаршоланський сільський округ   | 2213,57    | 2700                   | 2742                   | 1989                   | 1354                   | Базаршолан          | 3       |
| Бударінський сільський округ      | 739,49     | 2549                   | 2450                   | 2019                   | 1545                   | Бударіно            | 3       |
| Єсенсайський сільський округ      | 1194,34    | 2555                   | 2588                   | 2118                   | 1563                   | Єсенсай             | 3       |
| Жамбильський сільський округ      | 1292,10    | 1859                   | 1654                   | 987                    | 744                    | Жамбил              | 4       |
| Жанабулацький сільський округ     | 972,20     | 1713                   | 1659                   | 1313                   | 1075                   | Жанабулак           | 2       |
| Кабиршактинський сільський округ  | 1096,01    | 1916                   | 1487                   | 1078                   | 918                    | Кабиршакти          | 1       |
| Карауилтобинський сільський округ | 1925,09    | 2916                   | 2862                   | 2137                   | 1376                   | Карауилтобе         | 1       |
| Конеккеткенський сільський округ  | 442,92     | 1363                   | 1409                   | 1194                   | 953                    | Конеккеткен         | 2       |
| Курайлисайський сільський округ   | 1295,60    | 3947                   | 3064                   | 2218                   | 1366                   | Жубана Молдагалієва | 3       |
| Мергеневський сільський округ     | 1131,23    | 2176                   | 2069                   | 1591                   | 1224                   | Мергенево           | 3       |
| Саритогайський сільський округ    | 2231,44    | 1335                   | 1311                   | 1137                   | 941                    | Жанама              | 2       |
| Тайпацький сільський округ        | 2527,86    | 5805                   | 6199                   | 5749                   | 5131                   | Тайпак              | 3       |
| Чапаєвський сільський округ       | 421,92     | 9186                   | 9118                   | 9090                   | 10201                  | Чапаєв              | 2       |

## Найбільші населені пункти
Населені пункти з чисельністю населення понад 1000 осіб:
| №  | Населений пункт | Населення, осіб (1989) | Населення, осіб (1999) | Населення, осіб (2009) | Населення, осіб (2021) |
| -- | --------------- | ---------------------- | ---------------------- | ---------------------- | ---------------------- |
| 1  | Чапаєв          | 8191                   | 8344                   | 8476                   | 9642                   |
| 2  | Тайпак          | 4782                   | 5070                   | 4692                   | 4243                   |
| 3  | Карауилтобе     | 1983                   | 2380                   | 1992                   | 1376                   |
| 4  | Лбіщенське      | 1400                   | 1603                   | 1525                   | 1356                   |
| 5  | Алмали          | 1555                   | 1794                   | 1571                   | 1272                   |
| 6  | Бударіно        | 1599                   | 1575                   | 1444                   | 1240                   |
| 7  | Базаршолан      | 1684                   | 1838                   | 1460                   | 1197                   |
| 8  | Жанабулак       | 1455                   | 1465                   | 1248                   | 1075                   |
| 9  | Єсенсай         | 1531                   | 1615                   | 1390                   | 1048                   |
| 10 | Алгабас         | 1322                   | 1244                   | 1189                   | 1030                   |

## Господарство

### Освіта
В районі працюють:
- 49 дитячих садочків (1683 дитини)
- 14 початкових, 12 основних та 24 середніх школи (всього 6553 дитини та 1264 учителів)

### Медицина
В районі працюють 2 районні лікарні, 1 тублікарня, 13 СВА, 2 ФАПи та 33 ФП (всього 190 місць). Медичні послуги надають 61 лікар та 357 медсестер.

### Культура
В районі працюють 51 бібліотека (560400 бібліофонд), 20 будинків культури, 9 клубів, 1 музей (3900 відвідувачів).

### Сільське господарство
Рослинництво:
- зернові культури — 65 га
- кормові культури — 230 га
- картопля — 144 га
- овочі — 231,5 га
- баштан — 449,5 га

Тваринництво:
- велика рогата худоба — 61808 голів
- свині — 6 голів
- вівці та кози — 176568 голів
- коні — 18318 голів
- верблюди — 277 голів
- птахи — 17975 голів